# Radějovka
Die Radějovka ist ein rechter Nebenfluss der Morávka in Tschechien.

## Geographie
Die Radějovka entspringt am Westhang der Kobyla (583 m) in den Weißen Karpaten. Ihre Quelle liegt zweieinhalb Kilometer südlich von Malá Vrbka nahe der Grenze zur Slowakei. Der Bach verläuft zunächst am Fuße der Čertoryje (442 m) nach Nordwesten und wendet sich dann in südwestliche Richtung. Auf diesem Abschnitt wird sie in der Feriensiedlung Lučina im gleichnamigen See Lučina gestaut.
Ab Radějov führt der Lauf der Radějovka gegen Nordwesten, wo sie am Bádrův kříž das Dolnomoravský úval (Südliches Marchbecken) erreicht. Der Unterlauf des Baches führt schließlich in westliche Richtung zwischen Bobalov, Petrov und Plže hindurch zur Morávka.
Die Radějovka hat eine Länge von 16,6 km, ihr Einzugsgebiet beträgt 41,6 km².
Am Oberlauf des Baches befindet sich das Naturschutzgebiet Čertoryje.

## Zuflüsse
- Járkovec (l), beim Forsthaus Jiříkovice
- Vrbecká (l), Lučina
- Hraniční odpad (l), bei Bobalov